# 资产阶级社会主义
资产阶级社会主义，又称保守社会主义，是卡尔·马克思和弗里德里希·恩格斯在各种著作，包括《共产党宣言》中使用的术语。马克思使用“保守社会主义”来批评某些社会主义思潮，但该术语也被该体系支持者使用。 资产阶级社会主义者被描述为主张保留现有社会制度，只试图消除系统内部的问题。 保守社会主义和右翼社会主义也被用作描述性术语，并在某些情况下被自由市场保守主义和右翼自由意志主义运动和政治人物用作贬义词，以描述更具经济干预主义倾向的保守主义思潮，例如家长保守主义。